# Ogre Battle: The March of the Black Queen
Ogre Battle: The March of the Black Queen (jap. 伝説のオウガバトル Densetsu no Ōga Batoru) – komputerowa strategiczna gra czasu rzeczywistego z elementami gry fabularnej, wyprodukowana przez Quest Corporation i wydana w 1993 przez Nintendo.
Fabuła Ogre Battle opowiada o rebelii przeciwko złemu imperium Zetegenian, które podbiło królestwo Zenobia. Gracz wciela się w dowódcę powstańczej armii zwanej Liberation Army. 

## Rozgrywka
Rozgrywka toczy się na dwóch mapach – mapie świata oraz mapie taktycznej. Pierwsza służy do wybierania kolejnych misji, a także do kontrolowania podległych dowódców i ich jednostek. Mapa taktyczna stanowi główną część gry. To na niej oswobadza się kolejne miasta oraz świątynie, a także kieruje dowódcami, których można przywoływać w dowolnej chwili – jednak to kosztuje. Do bitew przechodzi się, kiedy przeciwnik znajduje się blisko; wtedy automatycznie dochodzi do przeniesienia na osobny teren.
Wspomniani dowódcy kierują oddziałami, złożonymi z kilku jednostek. Sprawa wygląda podobnie jak w serii Heroes of Might and Magic – na mapie widać tylko dowodzącego. Gra posiada 13 zakończeń, zależnych od charyzmy gracza, ilości użytych jednostek, czy liczby stoczonych bitew.